# Hažín
Hažín – wieś (obec) na Słowacji położona w kraju koszyckim, w powiecie Michalovce. Pierwsze wzmianki o miejscowości pochodzą z roku 1336. 
Według danych z dnia 31 grudnia 2012, wieś zamieszkiwały 453 osoby, w tym 236 kobiet i 217 mężczyzn.
W 2001 roku rozkład populacji względem narodowości i przynależności etnicznej wyglądał następująco:
- Słowacy – 95,07%
- Czesi – 0,45%
- Ukraińcy – 0,22%

Ze względu na wyznawaną religię struktura mieszkańców kształtowała się w 2001 roku następująco:
- Katolicy rzymscy – 32,96%
- Grekokatolicy – 27,13%
- Ewangelicy – 1,35%
- Prawosławni – 23,32%
- Ateiści – 2,91%
- Nie podano – 4,26%